# Delegado Eduardo Prado
Eduardo José do Prado (Goiânia, 30 de novembro de 1980), mais conhecido como Delegado Eduardo Prado, é um delegado de polícia do Estado de Goiás e político brasileiro. Atualmente é deputado estadual pelo Partido Liberal (PL) em Goiás. 
Nas eleições de 2018, foi candidato a deputado pelo PV (partido do qual foi expulso) e foi eleito com 20.845 votos.